# Институт генной инженерии и биотехнологии (Сараево)
Институт генной инженерии и биотехнологии в Сараево (босн. Institut za genetičko inženjerstvo i biotehnologiju, англ. Institute for Genetic Engineering and Biotechnology), сокращённо ИНГЕБ (англ. INGEB) — боснийская общественная научная организация, входящая в состав Сараевского университета. Аффилированный центр Международного центра генной инженерии и биотехнологии (ICGEB). Образован в рамках проекта ЮНИДО (проект ООН по промышленному развитию). Институт основан под именем Центра генной инженерии и биотехнологии в 1988 году. Одним из основателей был профессор Рифат Хаджиселимович при поддержке правительства Социалистической Республики Боснии и Герцеговины, Академии наук и искусств Боснии и Герцеговины и государственных предприятий.
После образования институту поручили функции создания подразделений и проведению общей научной и профессиональной работы по развитию молекулярной биологии на основе генной инженерии и биотехнологии в Боснии и Герцеговине. Согласно закону, принятому в 1993 году, образующие функции приняла на себя Ассамблея Республики Боснии и Герцеговины, а в 1999 году стала учредителем ИНГЕБ.

## Структура
Подразделения ИНГЕБ:
- Лаборатория судебной генетики
- Лаборатория генетики человека
- Лаборатория ГМО и безопасности пищевых продуктов
- Лаборатория молекулярной генетики природных ресурсов
- Лаборатория биоинформатики и биостатистики
- Лаборатория цитогенетики и генотоксикологии

### Лаборатория судебной генетики
Лаборатория занимается исследованием образцов различного происхождения. В этой лаборатории проводится анализ ДНК на основе костей, капель крови, волос, семени, следов на сигаретных окурках, отпечатков пальцев, выделений и т.д. Лаборатория проводит тесты по установлению факта отцовства или материнства (необязательно в присутствии другого родителя), кровного родства определённых людей, а также при расследовании уголовных дел и поиске подозреваемых в совершении преступления или потерпевших. В лаборатории реализуются различные проекты, в том числе и генетический анализ различных человеческих останков, найденных археологами, результаты которого позднее используются для определения генетических параметров населения Боснии и Герцеговины.

### Лаборатория генетики человека
Эта лаборатория занимается изучением человеческого ДНК для фундаментальных и прикладных исследований. Основной применяемый метод — полимеразная цепная реакция. Основными направлениями деятельности лаборатории являются научно-исследовательские направления: обнаружение последовательностей в ДНК, которые могут потенциально вызвать раковые заболевания; профилирование экспрессии генов для характеристики терапевтических эффектов новых и биологических веществ, а также индивидуальной генетической предрасположенности к расстройствам. Лаборатория участвует в образовательной программе Сараевского университета и в расширении применения методов молекулярной генетики в медицинской диагностике.

### Лаборатория ГМО и безопасности пищевых продуктов
Включает в себя широкий массив деятельности, связанной с безопасностью продовольствия и биотехнологией в области выращивания культур. Проводит количественный и качественный анализ последовательностей в ДНК различных пищевых матриц, предоставляет рекомендации и интерпретацию данных, связанных с ГМО, для потребителей и органов обеспечения безопасности пищевых продуктов, а также содействует научно обоснованному подходу к биобезопасности. Лаборатория сотрудничает с ведущими лабораториями мира, следует международным рекомендациям и разрабатывает новые аналитические методы для устранения проблем в методологии.
Исследовательский аспект лаборатории сосредоточен на эндемичных и находящихся под угрозой исчезновения видах растений с биоактивным потенциалом. Молекулярные маркерыт используются и для оценки его генетического разнообразия с целью сохранения.

### Лаборатория цитогенетики и генотоксикологии
Научно-исследовательская деятельность лаборатории основана на:
- цитогенетическом и генотоксикологическом анализах биоактивного потенциала определенных физических, химических и биологических агентов
- цитогенетическом и генотоксикологическом мониторинге населения Боснии и Герцеговины

Экспертная деятельность лаборатории цитогенетики и генотоксикологии преимущественно включает хромосомный анализ и кариотипирование образцов человека. Чаще всего в исследовательских проектах лаборатории используются тесты на основе клеточной культуры, которые включают анализ аберраций хромосом, анализ цитокинез-блочных микроядерных цитонов и анализ обмена сестринских хроматид. Оценка цитотоксического и цитостатического потенциала различных химических агентов включает применение колориметрического метода в разных клеточных линиях. Научные возможности в значительной степени используются для академического образования и защиты дипломных работ студентов Сараевского университета.